# USS Brownson (DD-518)
Pour les autres navires du même nom, voir USS Brownson.
L'USS Brownson (DD-518) était un destroyer de classe Fletcher en service dans l'United States Navy pendant la Seconde Guerre mondiale. Il fut le premier navire baptisé sous le nom de Willard H. Brownson (en), un Rear admiral de la marine de guerre des États-Unis.

## Construction
Sa quille a été posé le 15 février 1942 par la société Bethlehem Steel au chantier Bethlehem Mariners Harbor à Staten Island, dans l'État de New York. Il est lancé le 24 septembre 1942, parrainé par Mme Cleland S. Baxter, petite-fille du Rear admiral Brownson; et mis en service le 3 février 1943 sous le Lieutenant commander J. B. Maher.
Il était également le premier de la classe Fletcher à être construit avec une configuration à "pont carré", ce qui permettait une meilleure visibilité tout autour du navire que les navires précédents de la classe, qui avaient une configuration à "pont rond" ou à "pont haut".

## Historique
De février au 11 juin 1943, il opère le long de la côte nord-est des États-Unis et dans l'Atlantique Nord en tant que navire d'escorte de convois et navire de lutte anti-sous-marine. Du 12 au 31 mai, il effectue un voyage en Afrique du Nord.
Le 18 juin 1943, il transite par le canal de Panama et arrive en Californie le 28. Il opère brièvement le long de la côte de la Californie avant d'atteindre l'Alaska en juillet. À son arrivée, il sert de navire d'escorte de convois jusqu'au 29 novembre 1943. Il fait ensuite route vers le Pacifique sud-ouest via Pearl Harbor pour soutenir les opérations dans l'archipel Bismarck.

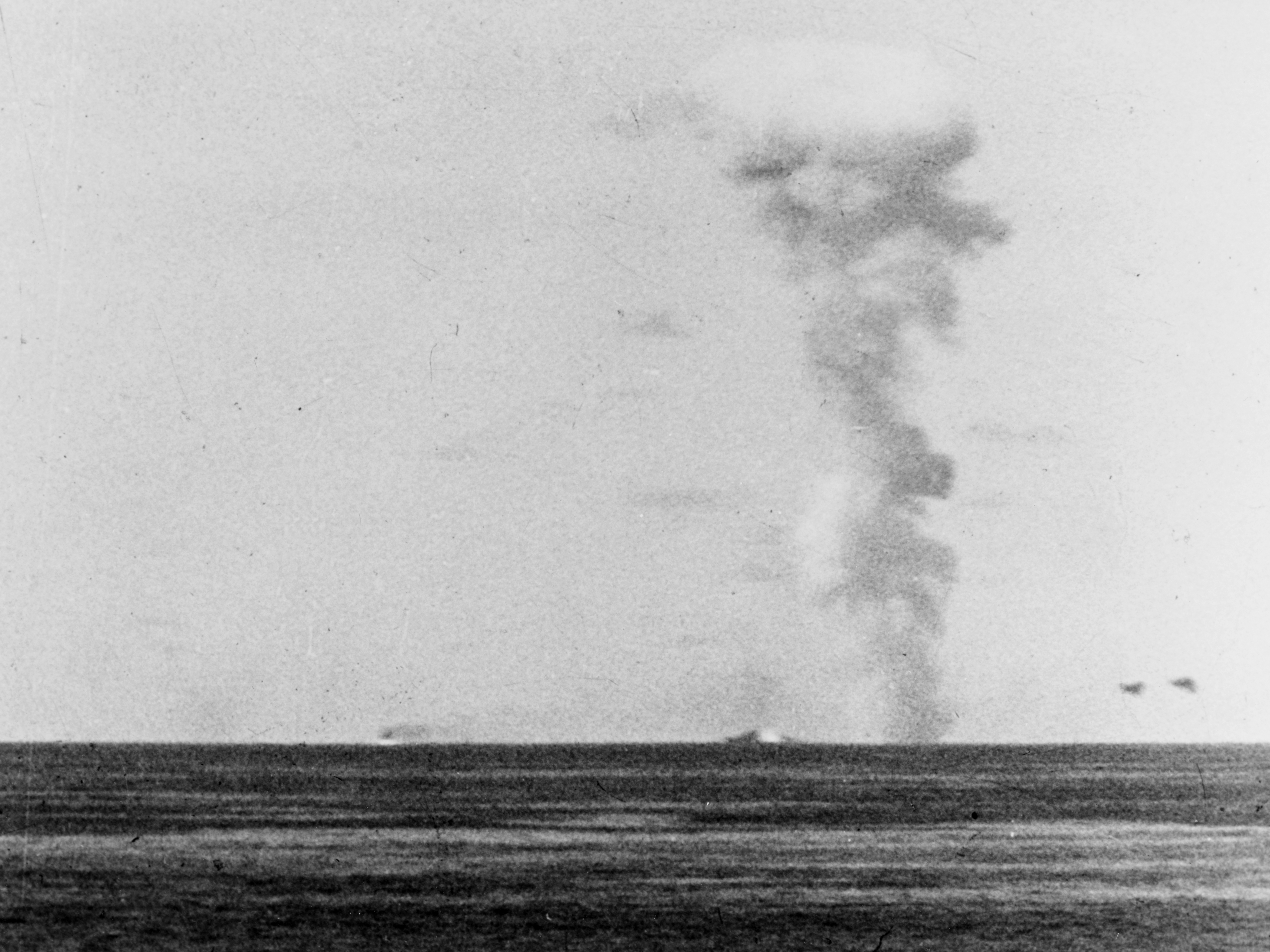
Le Brownson explose au large de Cape Gloucester le 26 décembre 1943.

Le 26 décembre 1943 à environ 14 h 42, le Brownson est touché à tribord par deux bombes lancées par un bombardier en piqué japonais allant bombarder les zones des débarquements Alliés lors de la bataille de Cape Gloucester, en Nouvelle-Bretagne. Une explosion et l'incendie qui s'ensuivit provoqua une gîte de 10 à 15 degrés à tribord. À 14 h 50, les blessés furent placés dans des radeaux et l'ordre d'abandonner le navire fut donné. Le navire disparut des flots à 14 h 59, emportant 108 membres d'équipage. Les survivants furent secourus par l'USS Daly et l'USS Lamson.

## Récompenses
Le Brownson a reçu une Battle star pour son service dans la Seconde Guerre mondiale.